# Guillem Jou
Guillem Jou Coll (Llagostera, Gerona, España, 15 de julio de 1997) es un jugador de baloncesto español. Juega de escolta y su actual equipo es el Club Basquet Coruña de la Primera FEB.

## Carrera deportiva
El joven escolta llegó a la cantera del Bàsquet Manresa en 2013, procedente del Club Bàsquet Sant Josep Girona. Durante dos temporadas formó parte del equipo junior del Catalana Occident Manresa, hasta destacar y ser seleccionado en 2015 en categoría sub-18 por la selección española. Jugó el Mundial 3×3 júnior con el combinado nacional y fue clave al convertir un triple que valió una medalla de bronce. Antes, cuando era júnior de primer año, disputó el Campeonato de España Júnior celebrado en Marín (Pontevedra) y en el que el conjunto manresano consiguió un meritorio sexto puesto.
En la temporada 2015-16, forma parte del BC Martorell de la liga EBA y debuta en Liga ACB con el primer equipo del Bàsquet Manresa.
El 15 de julio de 2025, firma por el Club Basquet Coruña de la Primera FEB.

## Trayectoria
- CB Llagostera: Categorías inferiores.

| Equipo                         | Liga                         | Temporada       |
| ------------------------------ | ---------------------------- | --------------- |
| Club Bàsquet Sant Josep Girona | Categorías inferiores España | 2010-2013       |
| Catalana Occident Manresa      | Categorías inferiores España | 2013-2015       |
| BC Martorell                   | Liga EBA España              | 2015-2016       |
| Bàsquet Manresa                | ACB España                   | 2015-2025       |
| Club Basquet Coruña            | Primera FEB España           | 2025-Actualidad |

## Selección Española
Con la selección española disputa el Europeo 3x3 sub-18 en Bielorrusia 2015 y el Mundial 3x3 Sub-18, en Debrecen (Hungría). 

## Palmarés

### Selección nacional
- Medalla de Bronce en el Europeo 3x3 de Bielorrusia 2015.